# FC Zaria Bălți
FC Zaria Bălți (rusky Футбольный клуб Заря) je moldavský fotbalový klub z města Bălți založený roku 1984. Letopočet založení je i v klubovém emblému. V letech 1991–2014 nesl název FC Olimpia Bălţi. Domácím hřištěm klubu je Stadionul Orășenesc s kapacitou cca 6 000 míst.
V sezóně 2015/16 hraje nejvyšší moldavskou ligu Divizia Națională.

## Získané trofeje
- 1× vítěz Cupa Moldovei (2015/16)[3]

## Výsledky v evropských pohárech
| Soutěž             | Sezóna  | Kolo        | Soupeř              | Doma | Venku | Celkem   | Postup  |
| ------------------ | ------- | ----------- | ------------------- | ---- | ----- | -------- | ------- |
| Evropská liga UEFA | 2010/11 | 1. předkolo | FK Xəzər Lənkəran   | 0:0  | 1:1   | 1:1 (v.) | postup  |
| Evropská liga UEFA | 2010/11 | 2. předkolo | FC Dinamo București | 0:2  | 1:5   | 1:7      | vyřazen |